# Netelia kyushuensis
Netelia kyushuensis är en stekelart som beskrevs av Konishi 2005. Netelia kyushuensis ingår i släktet Netelia och familjen brokparasitsteklar. Inga underarter finns listade i Catalogue of Life.